# Юлияна Матанович
Юлияна Матанович (на хърватски: Julijana Matanović) е хърватска писателка на къси разкази и романистка.
Тя е професор в Загребския университет във Факултета по хуманитарни и социални науки, където преподава съвременна хърватска литература.

## Биография
Роден е на 6 април 1959 г. в Градачац, СФРЮ, днес в Хърватия. Учи в начално училище в Джурдженовац, а след това в гимназия в Нашице. През 1982 г. завършва югославски езици и литература в Университета в Осиек. През 1998 г. защитава докторат във факултета по хуманитарни и социални науки на Загребския университет с дисертация на тема Povijesni roman u hrvatskoj književnosti XX. stoljeća (Историческия роман в хърватската литература от 20 век).
Произведенията ѝ са преведени на немски, унгарски, сръбски и словенски език.

## Избрани произведения
- „Četiri dimenzije sumnje“, (Юлияна Матанович, Влахо Богишиц, Крешимир Багич, Мирослав Мичанович), 1988.
- „Barok iz suvremenosti gledat“, 1992.
- „Ključ za interpretaciju književnog djela – Ivan Gundulić“, 1993.
- „Zašto sam vam lagala“, роман/колекция от разкази, 1997.
- „Bilješka o piscu“, 2000.
- „Lijepi običaji“, 2000.
- „Tko se boji lika još“, роман, 2008.
- „Završen krug“, proza, grafička mapa, s Majom S. Franković, 2005.
- „Kao da smo otac i kći“, 2003.
- „Krsto i Lucijan“, 2003.
- „Mine – Kobni korak“ (в съавторство с Reine-Marguerite Bayle), 2003.
- „Laura nije samo anegdota“, лирични есета, 2005.
- „Knjiga od žena, muškaraca, gradova i rastanaka“, колекция от истории, 2009. (награда Киклоп)
- „Još uvijek lijepe“, izbor kratkih priča iz realizma i moderne, 2009.
- „O čemu ti to govoriš“, knjiga pripovijetki, 2010.
- „One misle da smo male“, забавно-образователен роман, s dr. Ankom Dorić, 2010. (носител на литературна награда на Дружеството на хърватските писатели за най-добра проза за деца и младежи, награда Киклоп)
- „Ispod stola – Najljepše antikorupcijske priče“, 2011.
- „Cic i svila“, 2011.
- „Samo majka i kći“, 2012.
- „Božićna potraga“, 2012.
- „sumnja.strah@povijest.hr“, knjiga eseja iz hrvatske književnosti, 2012.
- „I na početku i na kraju bijaše kava“, zbirka priča i memoarskih zapisa, 2014.